# Füruzan
Füruzan Çerçi, conocida como Füruzan, (Estambul, 29 de octubre de 1932-11 de febrero de 2024) fue una escritora, guionista, actriz y directora de cine turca autodidacta más conocida por sus caracterizaciones de los estratos populares de su país y por sus representaciones de los inmigrantes turcos en el extranjero.

## Biografía
Nació en Estambul, abandonó su educación en el octavo grado tras la muerte de su padre. Trabajó como actriz con una compañía de teatro donde comenzó a escribir poemas y cuentos. Se casó con el caricaturista Turhan Selcuk en 1958 con el que tuvo una hija antes de divorciarse. Se convirtió en escritora de dedicación exclusiva tras su divorcio en 1968.
Publicó su primera colección de cuentos titulada Parasiz Yatili (en español: Escuela de libre abordaje) en 1971 por el que recibió el Premio Sait Faik. Su primera novela 47'liler (en español: Aquellos nacidos en el '47) apareció en 1975, siendo galardonada con el premio de la Asociación de la Lengua de Turquía.

## Obras
- 1971, Parasiz Yatili
- 1972, Kusatma (en español: El Asedio)
- 1973, Benim Sinemalarim (en español: Mis Cines)
- 1975, 47'liler , novela.
- 1982, Gecenin Oteki Yuzu (en español: La otra cara de la noche)
- 1985, Gul Mevsimidir (en español: Es la estación  para ñas rosas)
- "Su Ustası Miraç" cuento.
- 1899 Berlín'en Nar Cicegi (en español: La granada Blossom de Berlín), novela.

### Filmografía
- 1971, Sira sende fistik (como actriz)[10]
- 1981, Ah güzel Estambul (como guionista)[11]
- 1990, Benim sinemalarim (Mis Cines) (como directora y guionista)[12]

## Premios
- 1971: Premio Sait Faik por Parasiz Yatili.
- 1975: Premio de la Asociación de la Lengua de Turquía por 47'liler.